# Giovanni Ambrogio Figino

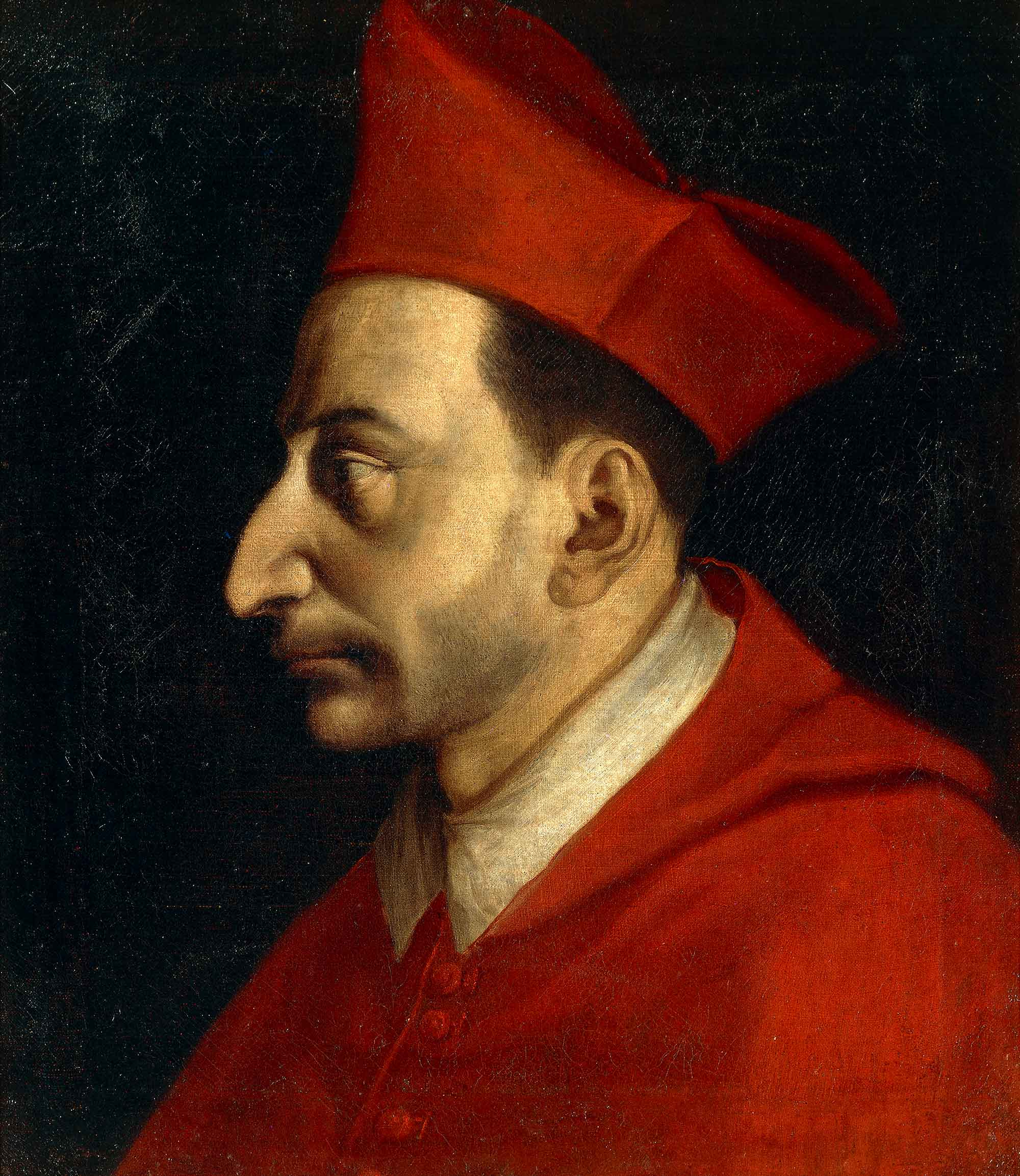
Porträt des Kardinals Karl Borromäus, Erzbischof von Mailand, (postum ?).
Pinacoteca Ambrosiana

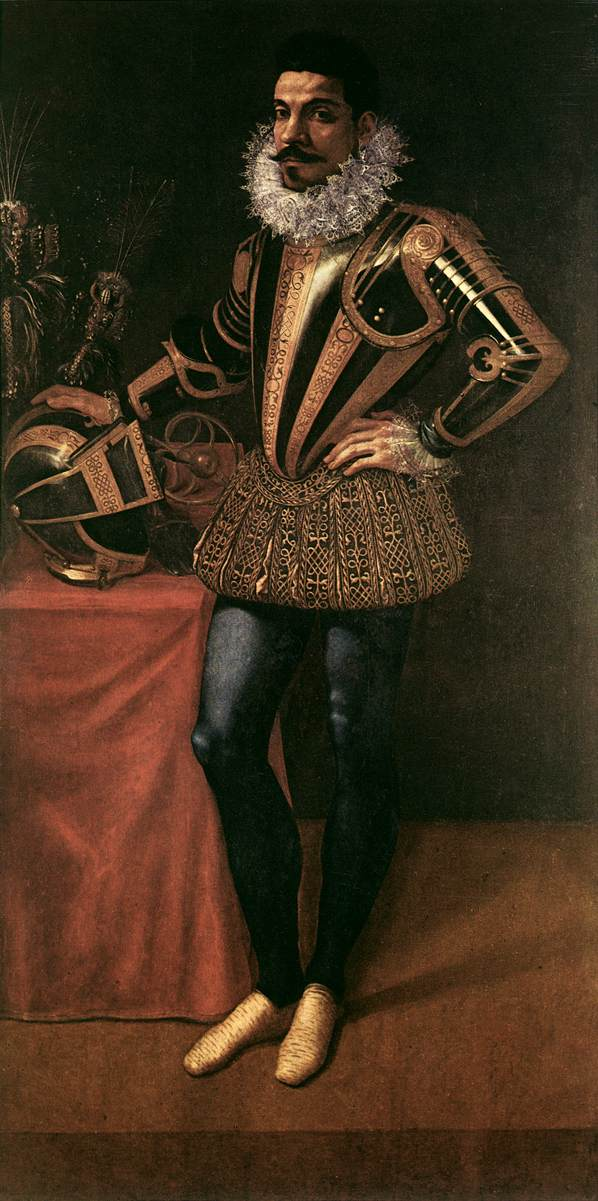
Porträt Lucio Foppa, ca. 1590. Brera

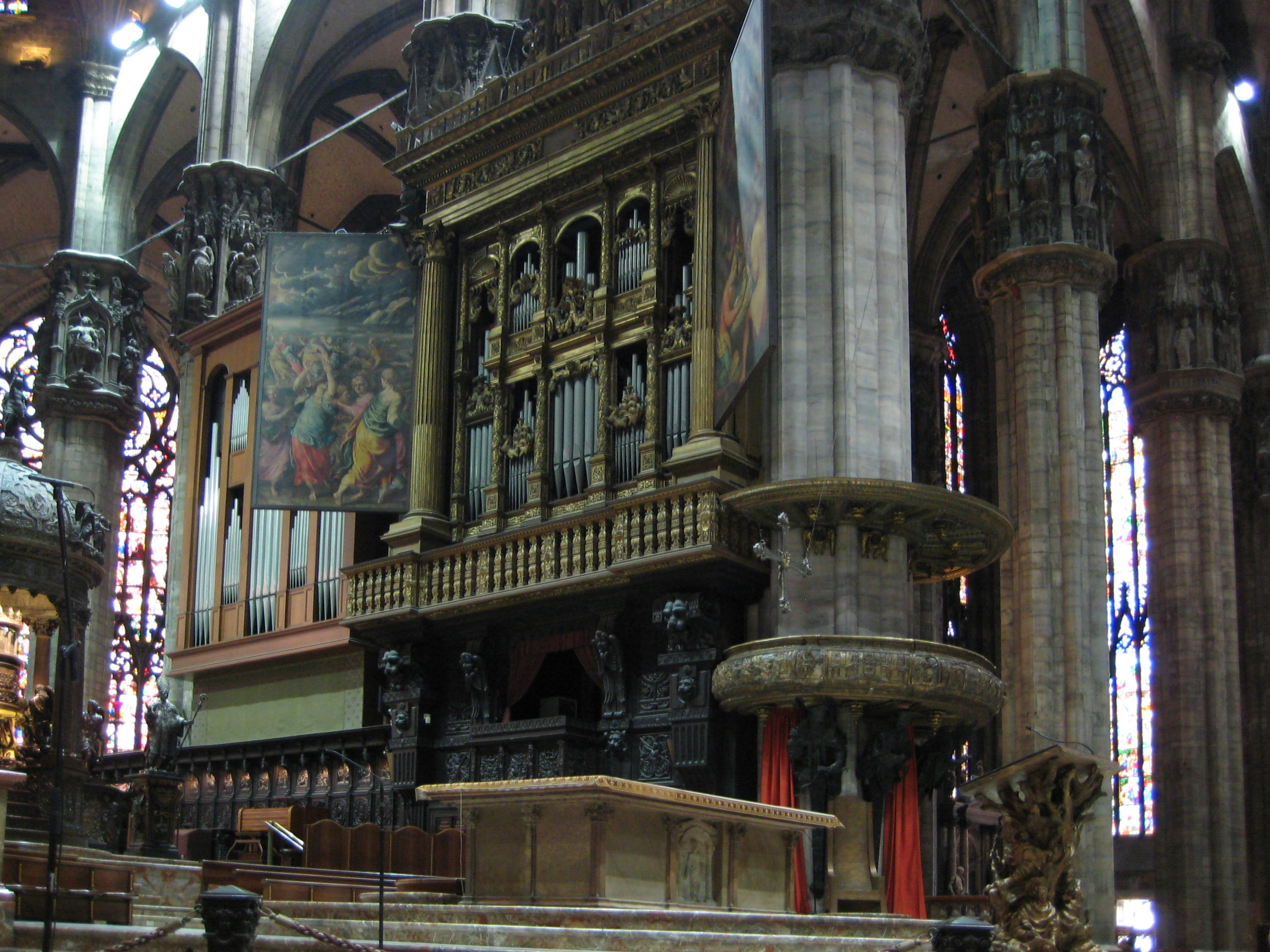
Orgelflügel im Mailänder Dom

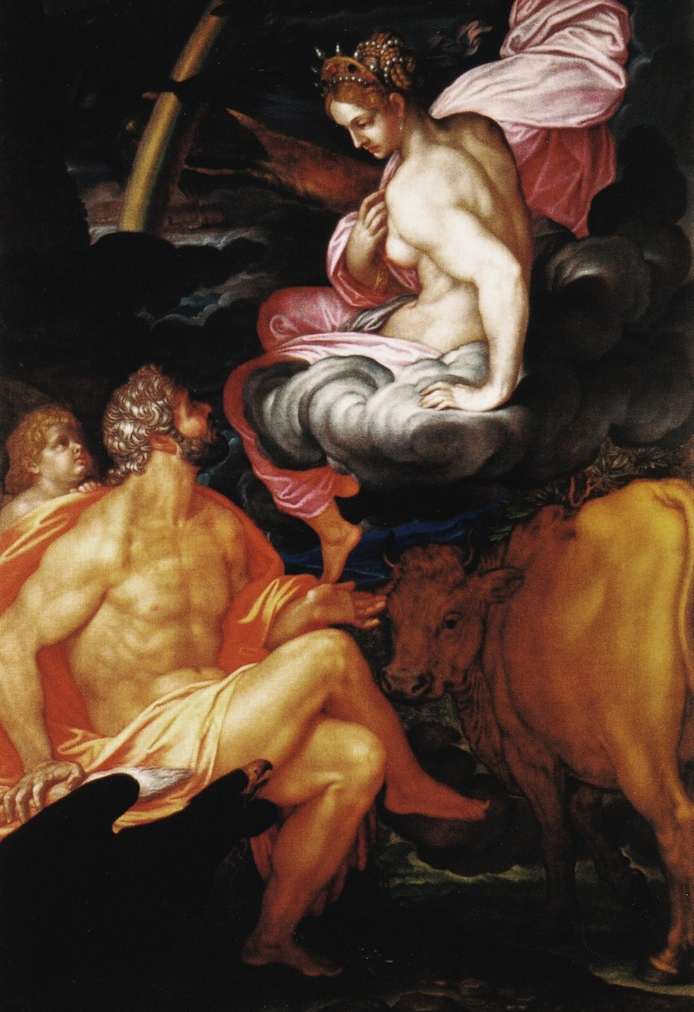
Zeus und Io. Pavia, Pinacoteca Malaspina

Giovanni Ambrogio Figino (geboren 1553 in Mailand; gestorben 11. Oktober 1608 ebenda) war ein italienischer Maler des lombardischen Manierismus.

## Leben
Giovanni Ambrogio Figino wurde um 1550 als Sohn eines Waffenschmieds in Mailand geboren. Seine Ausbildung erhielt er bei Giovanni Paolo Lomazzo, dessen Theorien im „Trattato dell'arte della Pittura“ in Figinos manieristischen Stil umgesetzt wurden. In den siebziger oder achtziger Jahren studierte er die Künstler der Antike in Rom. Figinos Gemälde waren vornehmlich für kirchliche Auftraggeber, so malte er ein Altarbild der „Madonna della serpe“ für die „Chiesa di San Fedele“ in Mailand, heute in der Kirche „Sant'Antonio Abate“, das in der Farbgebung in der lombardischen Tradition von Leonardo steht. Die Orgelflügel im Mailänder Dom bemalte er (nach 1590) zusammen mit Camillo Procaccini und Giuseppe Meda mit einem Zug durch das Rote Meer und einer Auferstehung Christi.
Für Rudolf II. malte er „Zeus und Io“. Das Porträt Foppas war in der Sammlung Giacomo Sannazzari und ging 1802 an das „Ospedale maggiore di Milano“ und von dort an die Pinacoteca di Brera in Mailand. Von Figino gibt es auch ein Stillleben, im zeitlichen Vorgriff auf die Blüte dieses Genre.
Seine Person fand die Erwähnung von Zeitgenossen wie Torquato Tasso, Giambattista Marino und Gherardo Borgogni.
Der britische Konsul in Venedig Joseph Smith hat Mitte des 18. Jahrhunderts eine Sammlung von Zeichnungen erworben, die möglicherweise von der Familie Romei aus Ferrara zusammengetragen worden war. Der Band mit Zeichnungen, Detailstudien und Kopien nach Stichen befindet sich heute in der Royal Library in Windsor Castle, der andere mit Sonetten und Versen, hauptsächlich zu Figinos Ehren, in der Handschriftenabteilung des  British Museum. Eine Sammlung mit 162 Zeichnungen, Anfang des 19. Jahrhunderts durch den Sekretär der Mailänder Kunstakademie Giuseppe Bossi zusammengetragen, besitzt heute die Accademia in Venedig.

## Cicerone
„Lomazzo und Figino gehören schon zu den eigentlichen Manieristen, ersterer hat Wert als Kunstschriftsteller, weniger durch seine Ansichten als durch wichtige Notizen“, über Figino als Maler schrieb die Anleitung zum Genuss der Kunstwerke Italiens des  Jacob Burckhardt Mitte des neunzehnten Jahrhunderts nichts, auch Georg Kaspar Naglers Künstler-Lexicon äußerte sich seinerzeit zu Figino eher zurückhaltend, mehr über die Einflüsse anderer Maler, weniger über seine Werke.